# Ерик Почански
Ерик Почански е български футболист. Роден е на 5 април 1992 г. в родопското село Бръщен. Играе дясно или ляво крило за Етър (Велико Търново). В края на 2019 година подписва с „Нефтохимик“ Бургас.

## Кариера
Почански започва своята кариера в Чавдар (Етрополе) през 2010 г. и за три години записва участие в 53 мача, в които отбелязва 5 гола. През 2013 г. става играч на Монтана, където за 2 години има 39 мача и 8 попадения. В Монтана записва две победи срещу грандовете Левски и ЦСКА за Купата на България.
През сезон 2015/16 защитава цветовете на Лудогорец II, където има 15 мача и 2 гол, както и на Локомотив (Горна Оряховица), където записва 13 участия и 3 попадения.
През юни 2016 г. Почански подписва договор с Берое (Стара Загора). На 7 юли 2016 г. той бележи двата гола за Берое при победата с 2:0 като гост на босненския Радник Биелина в 1-вия квалификационен кръг на Лига Европа. През лятото на 2017 Почански подписва с „Етър“ Велико Търново. През януари 2019 получава тежка контузия на рамото и не играе в продължение на 7 – 8 месеца. След контузията напуска „Етър“ и подписва с „Нефтохимик“ Бургас.